# Агон Садіку
Агон Садіку (фін. Agon Sadiku, нар. 10 березня 2003, Рааге, Фінляндія) — фінський футболіст косовського походження, нападник норвезького клубу «Русенборг» та національної збірної Фінляндії.

## Ігрова кар'єра

### Клубна
Агон Садіку є вихованцем столичного клубу ГІК, де у 2017 році він починав виступати у молодіжній команді. У листопаді 2019 року Садіку підписав з клубом професійний контракт. Влітку 2020 року нападник дебютував у складі фарм - клубу ГІКа «Клубі 04».
31 грудня 2021 року Садіку приєднався до клубу Вейккаусліга «Гонка». Саме у складі цієї команди футболіст дебютував на професійному рівні у вищому дивізіоні. Провівши сезон у складі «Гонки», перед початком сезону 2023 року Садіку перейшов до норвезького клубу «Русенборг», з яким підписав контракт на п'ять років.

### Збірна
Свою міжнародну кар'єру Агон Садіку починав, виступаючи за юнацькі та молодіжну збірні Фінляндії. У жовтні 2022 року була оприлюднена інформація, що садіку прийняв запрошення і дав згоду виступати за збірну своєї історичної батьківщини - національну збірну Косова. У листопаді того року нападник дебютував у складі збірної Косова у товариських матчах проти збірних команд Вірменії та Фарерських островів.
Але вже у грудні футболіст знову змінив рішення і прийняв запрошення від Федерації футболу Фінляндії грати за національну збірну Фінляндії. Вже через десять днів Садіку зіграв перші ігри у складі збірної Фінляндії в товариських матчах проти збірних Швеції та Естонії.

## Титули
Індивідуальні
- Гравець року у Вейккаусліга: 2022[8]